# Belfiore

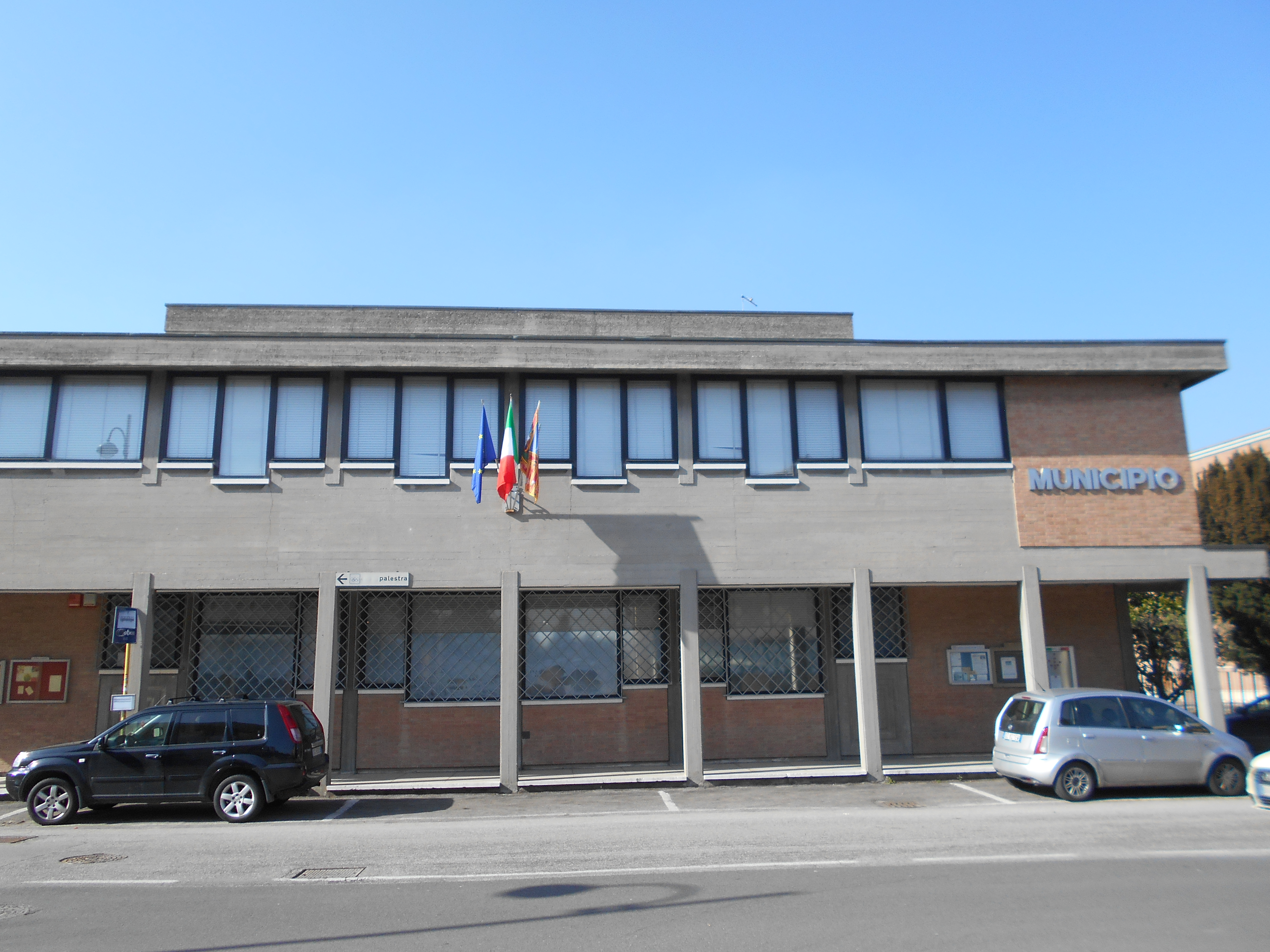
Tòa thị chính Belfiore

Belfiore là một đô thị thuộc tỉnh Verona, Italia. Đô thị này có dân số 2.610 người. Brlfiore giáp các đô thị: Albaredo d'Adige, Arcole, Caldiero, Colognola ai Colli, Ronco all'Adige, San Bonifacio, Soave, Veronella, Zevio